# Iommi (album)
Iommi – album studyjny brytyjskiego gitarzysty Tony’ego Iommiego. Wydawnictwo ukazało się 17 października 2000 roku nakładem wytwórni muzycznych Divine Records i Priority Records. W nagraniach, Iommiego wsparli liczni goście, w tym m.in.: perkusiści Matt Cameron, John Tempesta, wokaliści Henry Rollins i Ian Astbury oraz basiści Peter Steele i Laurence Cottle. Album dotarł do 129. miejsca listy Billboard 200 w Stanach Zjednoczonych. Płyta znalazła 22 tys. nabywców w Stanach Zjednoczonych w przeciągu trzech tygodni od dnia premiery. 

## Lista utworów
Opracowano na podstawie materiału źródłowego.
| Nr  | Tytuł utworu          | Autorzy                                 | Długość |
| --- | --------------------- | --------------------------------------- | ------- |
| 1.  | „Laughing Man”        | Tony Iommi, Henry Rollins, Bob Marlette | 3:40    |
| 2.  | „Meat”                | Tony Iommi, Skin, Bob Marlette          | 4:53    |
| 3.  | „Goodbye Lament”      | Tony Iommi, Dave Grohl, Bob Marlette    | 4:50    |
| 4.  | „Time Is Mine”        | Tony Iommi, Phil Anselmo, Bob Marlette  | 4:56    |
| 5.  | „Patterns”            | Tony Iommi, Serj Tankian, Bob Marlette  | 4:20    |
| 6.  | „Black Oblivion”      | Tony Iommi, Billy Corgan                | 8:20    |
| 7.  | „Flame On”            | Tony Iommi, Ian Astbury, Bob Marlette   | 4:29    |
| 8.  | „Just Say No To Love” | Tony Iommi, Peter Steele, Bob Marlette  | 4:27    |
| 9.  | „Who's Fooling Who”   | Tony Iommi, Ozzy Osbourne, Bob Marlette | 6:10    |
| 10. | „Into The Night”      | Tony Iommi, Billy Idol, Bob Marlette    | 5:02    |
|     |                       |                                         | 51:07   |

## Twórcy
Opracowano na podstawie materiału źródłowego.

- Tony Iommi - gitara
- Bob Marlette - gitara basowa (2), keyboard, produkcja muzyczna, inżynieria dźwięku, miksowanie
- Ralph Baker - producent wykonawczy
- Terry Phillips - gitara basowa (1)
- Jimmy Copley - perkusja (1)
- Henry Rollins - śpiew (1)
- John Tempesta - perkusja (2)
- Martin Kent - gitara (2)
- Skin - śpiew (2)
- Dave Grohl - śpiew, perkusja (3)
- Phil Anselmo - śpiew (4)
- Jimmy Copley - perkusja (5)
- Serj Tankian - śpiew (5)
- Kenny Aronoff - perkusja (6)
- Billy Corgan - gitara, śpiew (6)
- Brian May - gitara (3, 7)
- Ian Astbury - śpiew (7)
- Laurence Cottle - gitara basowa (3, 4, 5, 7, 8, 9)
- Bill Ward - perkusja (9)
- Ozzy Osbourne - śpiew (9)
- Peter Steele - gitara basowa (10), śpiew (8)
- Matt Cameron - perkusja (4, 7, 8, 10)
- Billy Idol - śpiew (10)